# Piper pothoides
Piper pothoides är en pepparväxtart som beskrevs av Nathaniel Wallich. Piper pothoides ingår i släktet Piper och familjen pepparväxter. Inga underarter finns listade i Catalogue of Life.